# Pisani (famiglia)

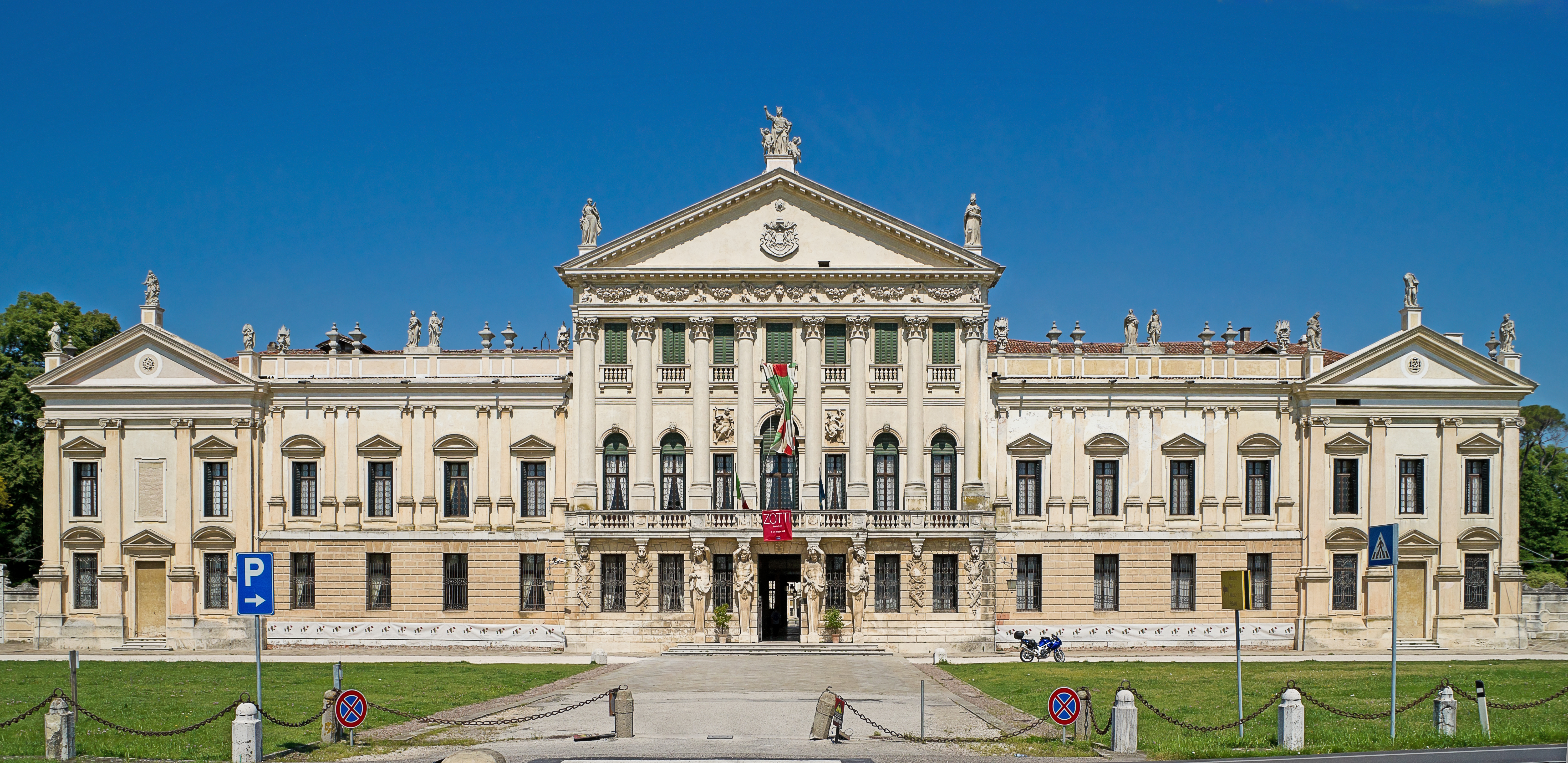
Villa Pisani a Stra, residenza di terraferma dei Pisani "da Santo Stefano".

I Pisani sono un'antica famiglia del patriziato veneziano.

## Storia
Le notizie attorno all'origine della casata sono piuttosto discordanti, e in ogni caso si basano su tradizioni e mai su fatti certi. Una prima ipotesi li fa discendere dai conti Bassi (secondo altri erano i Luxi) di Pisa e, giunti a Venezia nel 905 (o nell'804), furono chiamati Pisani dal luogo di origine. Un'altra teoria, pur accettando una relazione con la città toscana, li mette in relazione con i romani Calpurni Pisoni.
Ebbe un importante ruolo tra il XII secolo e l'inizio dell'XVIII nelle vicende storiche, politiche ed economiche della Repubblica di Venezia.
Della famiglia si distinsero col tempo diversi rami, distinti dalla parrocchia di residenza: San Marco, Santo Stefano (il più prestigioso), Santa Maria del Giglio, San Polo, San Vitale, Santa Marina.
Dalla metà del XVIII secolo i figli maschi del ramo di santo Stefano di casa Pisani erano chiamati tutti Ermolao o Almorò, in segno di devozione per sant'Ermolao, sepolto nella parrocchia della famiglia, la chiesa di San Simeon Grando a Venezia.
Alla fine dell'800 con Almorò III (1815-1880) si è estinta la linea maschile principale, quella dei Pisani di Santo Stefano.

### Pisani dal Banco
Discendono da Bertucci di Niccolò di Domenico. Inizialmente vivevano nella parrocchia di San Basso, presso piazza San Marco, ma con Zuanne di Vettor (1496 - 1528) si trasferirono a San Paternian comprando un palazzo dai Muazzo. Nel 1523 lo stesso acquistò dalla Repubblica il feudo di Bagnolo nel Vicentino, dove venne avviato lo sfruttamento agricolo del territorio.
Il primo a distinguersi con l'appellativo "dal Banco" fu Vettor di Zuanne (1504-1576) che nel 1559 aprì un'attività bancaria, poi fallita, assieme a Girolamo Tiepolo.
Entrata in crisi economica, le finanze della casata furono rinvigorite dal matrimonio tra Girolamo di Vettor (1702 - 1738) e Chiara di Pietro Pisani (1704-1767), sua lontana parente e ultima del ricco ramo "Moretta".
Tuttavia, già qualche generazione dopo anche questo ramo si estinse in quanto all'ultimo rampollo Vettor Daniele di Pietro Vettor (che aveva ottenuto di aggiungere al proprio cognome quello della madre Laura Zusto) sopravvissero soltanto tre figlie: Cornelia (1813 - 1883) sposò il nobile padovano Francesco de Lazara; Beatrice (1815 - 1881) si unì con il banchiere Enrico Dubois de Dunilac; Laura (1817 - 1894), sposò il conte veronese Girolamo Giusti del Giardino. Due figli maschi, Pietro Vettor Daniele e Leonardo Vettor, erano morti prematuramente senza dare eredi.
Nel 1975 l'archivio delle famiglie Pisani "dal Banco" e Pisani "Moretta" venne donato dal conte Leonardo de Lazara Pisani-Zusto (1880-1978) alla biblioteca del museo Correr.

## Persone
- Vettor Pisani (1324 – 1380), Capitano Generale da Mar della flotta veneziana
- Niccolò Pisani, ammiraglio veneziano del XIV secolo
- Alvise de Giovanni "dal Banco" Pisani (-1528), procuratore di San Marco[12]
- Francesco Pisani (1494 – 1570), cardinale della Chiesa cattolica nominato da papa Leone X
- Luigi Pisani (1522 – 1570), prelato italiano del XVI secolo
- Francesco Pisani (? – 1572), arcivescovo cattolico
- Alvise Pisani (1664 – 1741), centoquattordicesimo doge della Repubblica di Venezia
- Andrea Pisani (1662 - 1718), Capitano Generale da Mar

## Luoghi e architetture

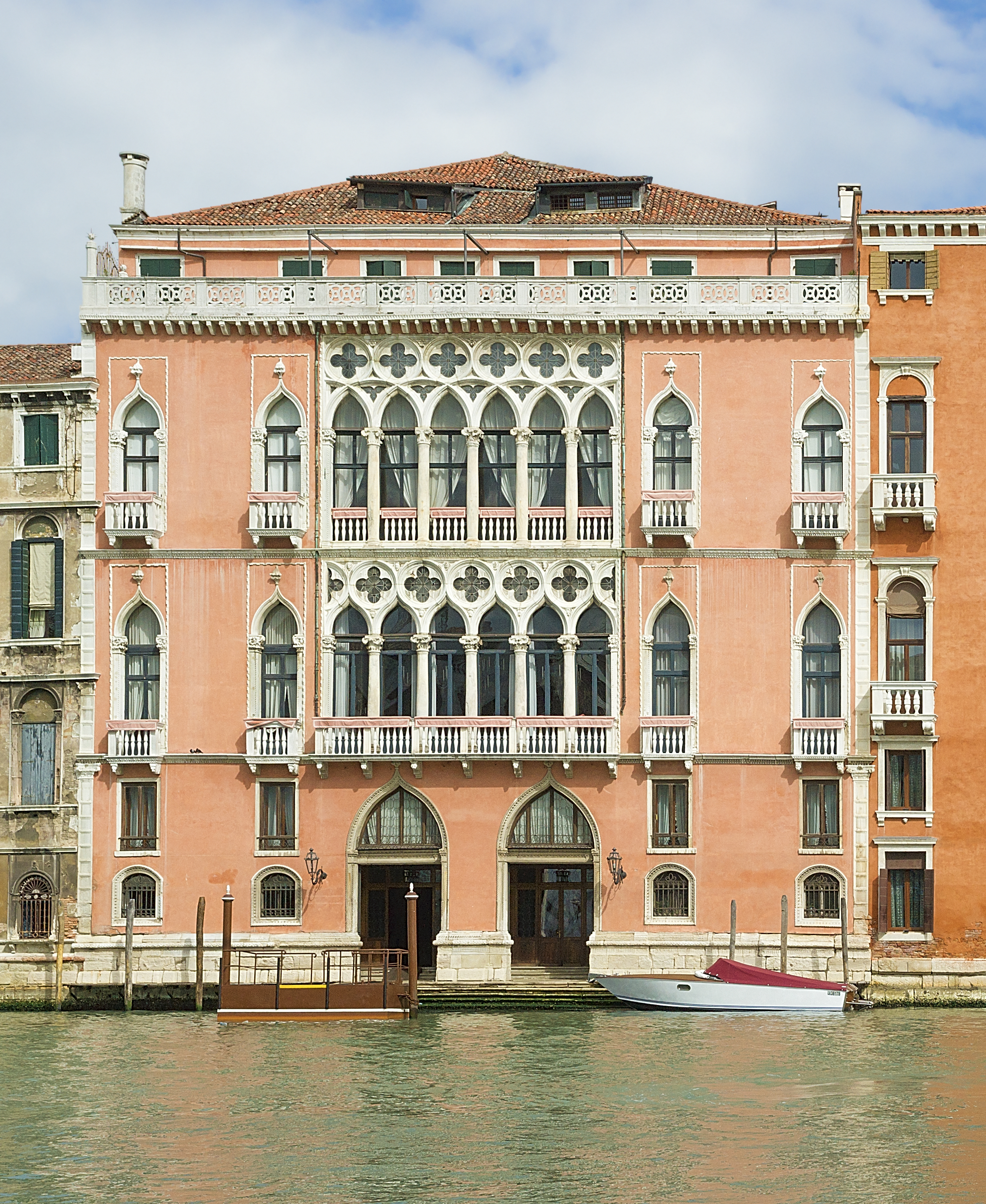
Palazzo Pisani Moretta.

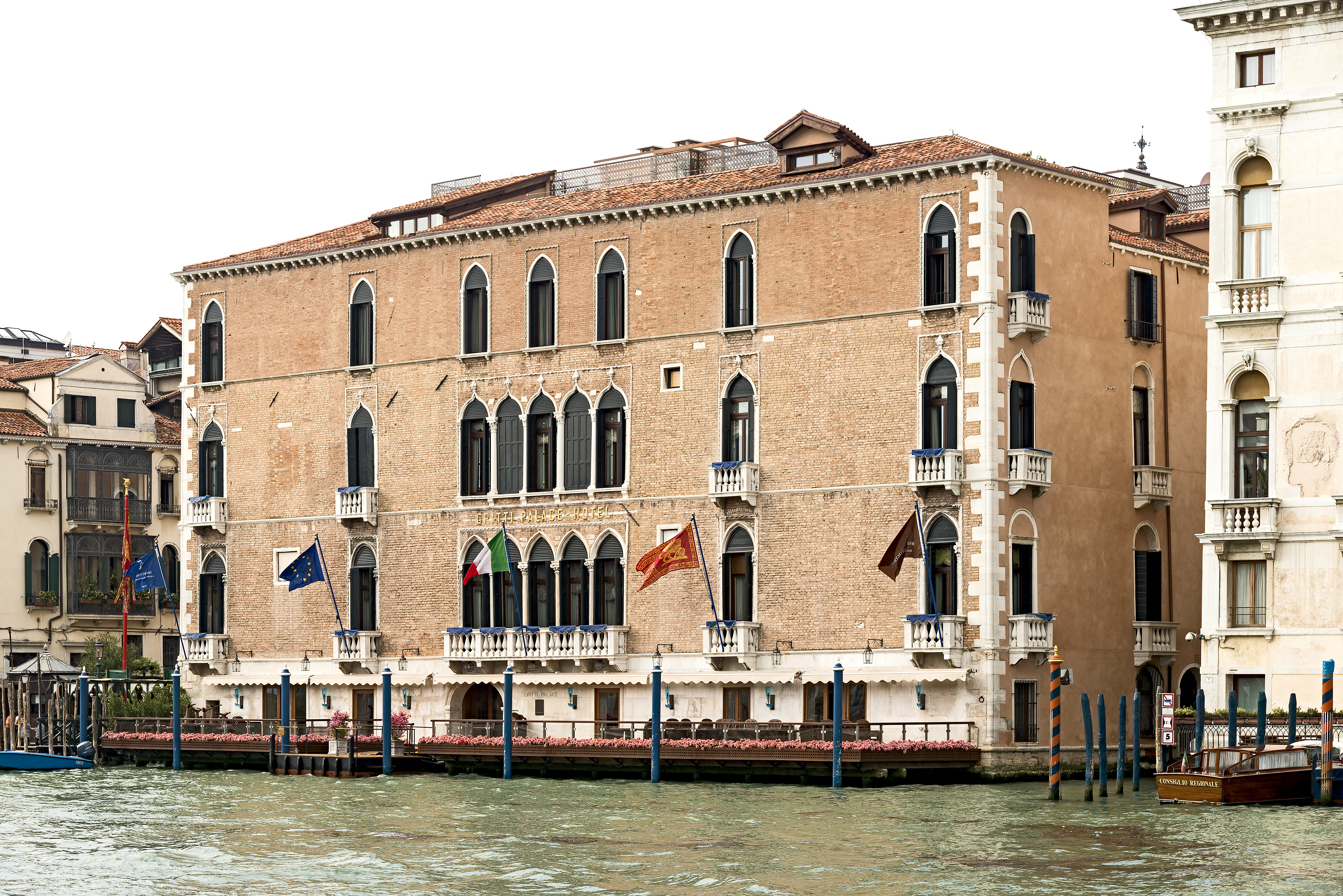
Palazzo Pisani Gritti.

### Ville appartenute ai Pisani
- Villa Pisani detta "La Nazionale" a Stra, commissionata ai primi del Settecento da Alvise e Almorò Pisani "da Santo Stefano" a Gerolamo Frigimelica e completata da Francesco Maria Preti
- Villa Pisani detta "La Barbariga" a Stra, ricavata dai rifacimenti di una casa padronale che i Pisani "dal Banco" possedevano almeno dal 1581.
- Villa Pisani a Montagnana, costruita per volere di Francesco Pisani su progetto di Andrea Palladio (1552 circa)
- Villa Pisani a Bagnolo di Lonigo, commissionata da Vettore, Marco e Daniele Pisani ad Andrea Palladio (1542 - 1545)
- Villa Pisani detta "La Rocca Pisana" di Lonigo, costruita da Vettor Pisani - lo stesso della villa di Bagnolo - su progetto di Vincenzo Scamozzi (1574/75 - 1576)
- Villa Pisani Augusta a Galzignano Terme (provincia di Padova)
- Villa Pisani Bolognesi Scalabrin, sita a Vescovana (provincia di Padova)
- Villa dei Vescovi, sita a Torreglia (provincia di Padova), commissionata dal cardinale e vescovo Francesco Pisani.

### Palazzi
Più palazzi di Venezia furono dei Pisani:
- Palazzetto Pisani
- Palazzetto Pisani Revedin
- Palazzo Pisani Gritti, ubicato nel sestiere di San Marco e affacciato sul Canal Grande.
- Palazzo Pisani Moretta, nel sestiere di San Polo e affacciato sul Canal Grande
- Palazzo Pisani a Santa Marina, ubicato nel sestiere Cannaregio
- Palazzo Pisani a San Samuele
- Palazzo Pisani a Santo Stefano, su progetto di Gerolamo Frigimelica

Al di fuori di Venezia si ricordano:
- Palazzo Pisani de Lazzara a Padova, opera di Giannantonio Selva.
- Palazzo Pisani a Lonigo (1537)
- Barchessa Pisani a Boara Pisani